# Brandie Jay
Brandie Jay (26 de novembro de 1993) é uma ginasta estadunidense, que compete em provas de ginástica artística.
A ginasta foi aos Jogos Pan-Americanos de 2011 ao lado das companheiras Bridgette Caquatto, Jessie DeZiel, Shawn Johnson, Grace McLaughin e Bridget Sloan para conquistar a medalha de ouro por equipes, a frente da seleção canadense. Nas provas individuais, foi à final do salto sobre a mesa, na qual encerrou em primeiro lugar.